# مرکز تاریخی فلورانس
مرکز تاریخی فلورانس (به ایتالیایی: Centro storico di Firenze) ناحیه‌ای‌است در شهر فلورانس ایتالیا. این ناحیه که ناحیهٔ یکم فلورانس است در سال ۱۹۸۲ میلادی به عنوان میراث جهانی یونسکو به ثبت رسید.
یونسکو از این ناحیه به عنوان گنجینه‌ای از آثار هنری و معماری یاد می‌کند که در دوران طلایی فلورانس و در پی قدرت اقتصادی و تجاری آن در این دوران پدید آمد. کلیسای جامع فلورانس و برج جیوتو در کنار و کلیسای سنت جان در جلوی آن، کاخ مدیچی، کلیسای سن لورنس، موزه سن مارک، مجسمه داوود و بپتیستری سن جووانی برخی از این آثار هستند.

## نگارخانه

ناحیهٔ یک فلورانس روی نقشه
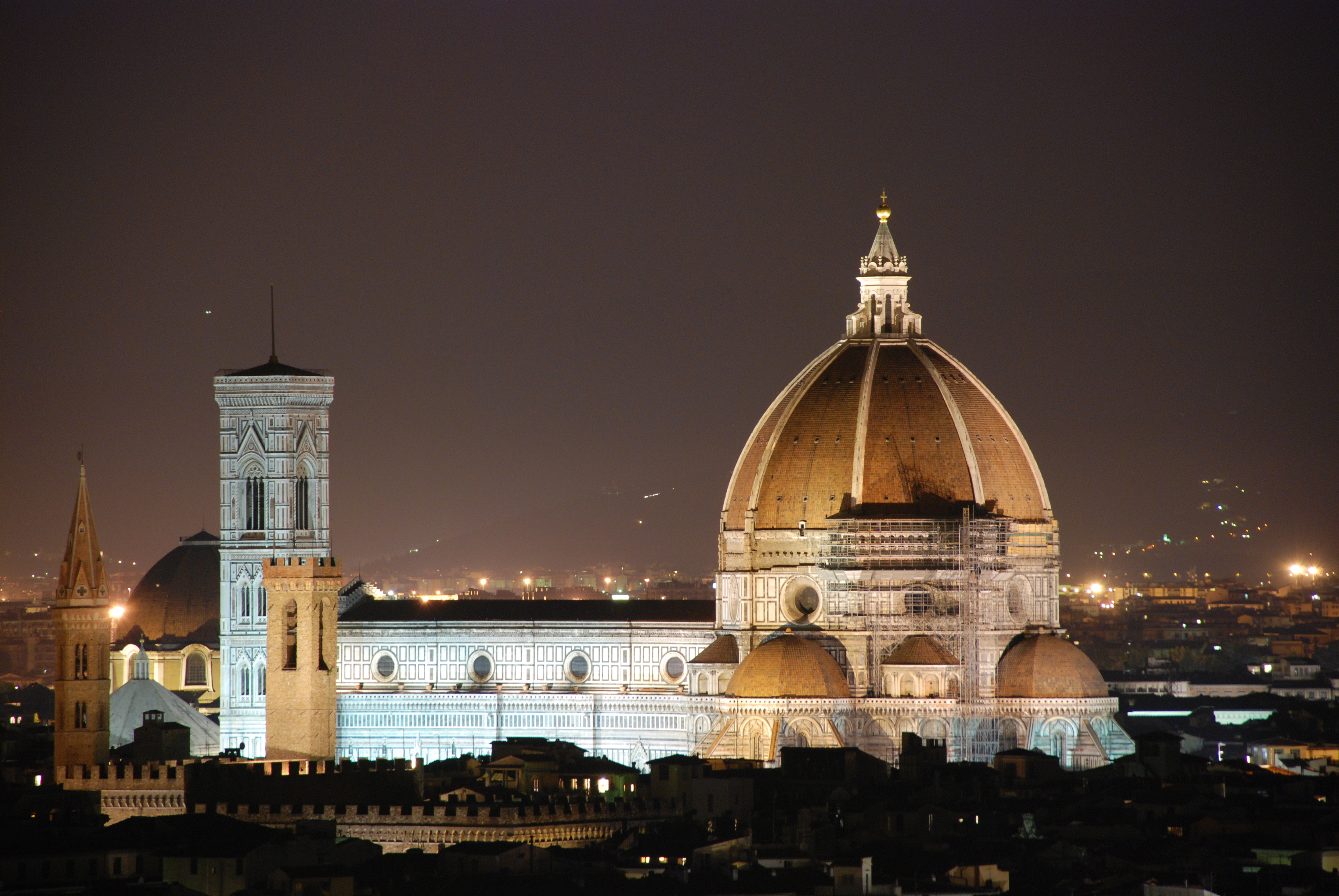
کلیسای جامع فلورانس
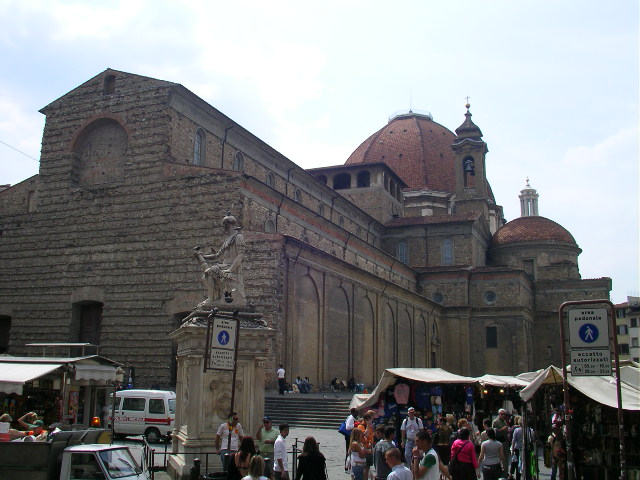
کلیسای جامع سن لورنتسو
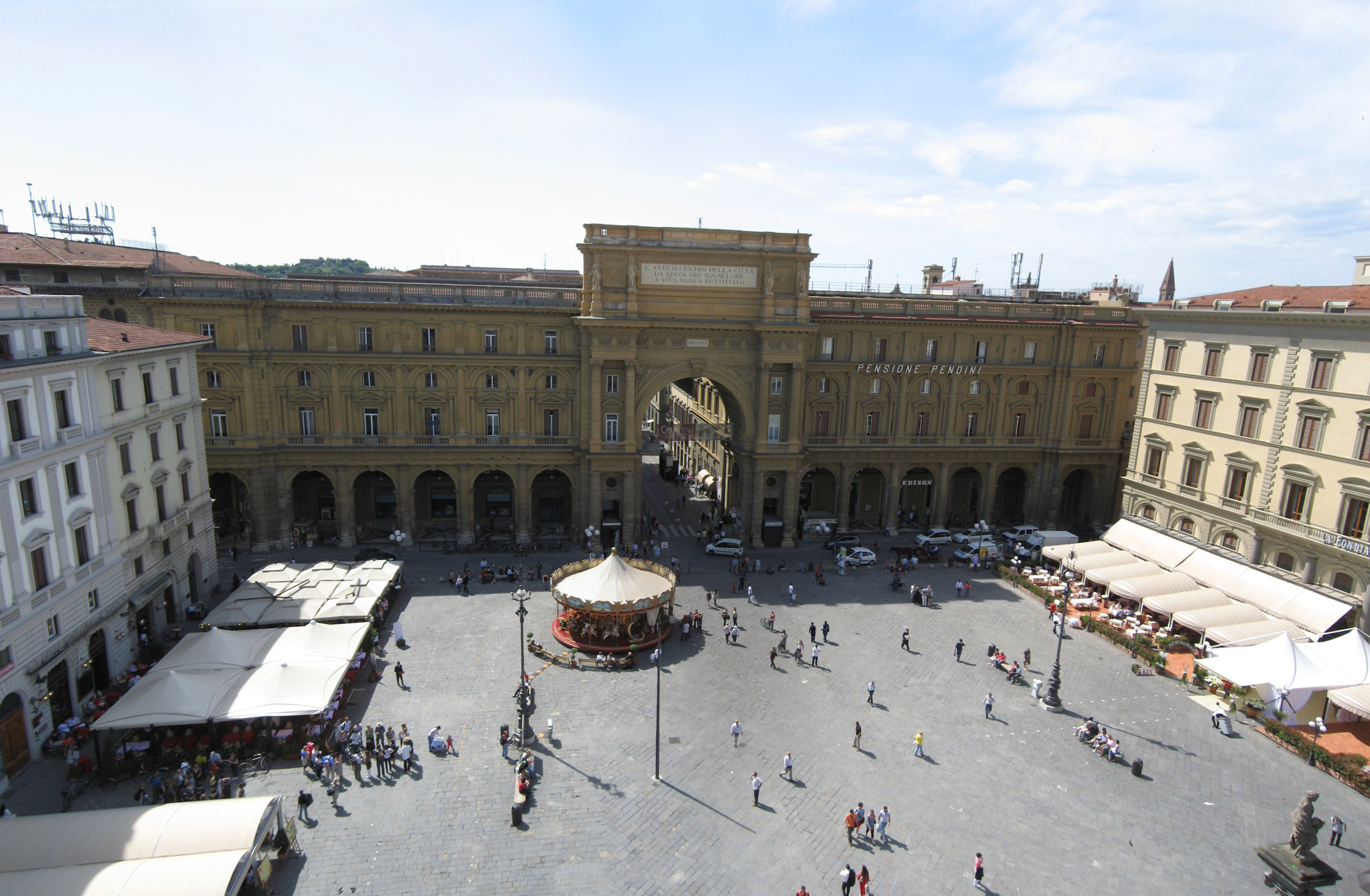
میدان جمهوری
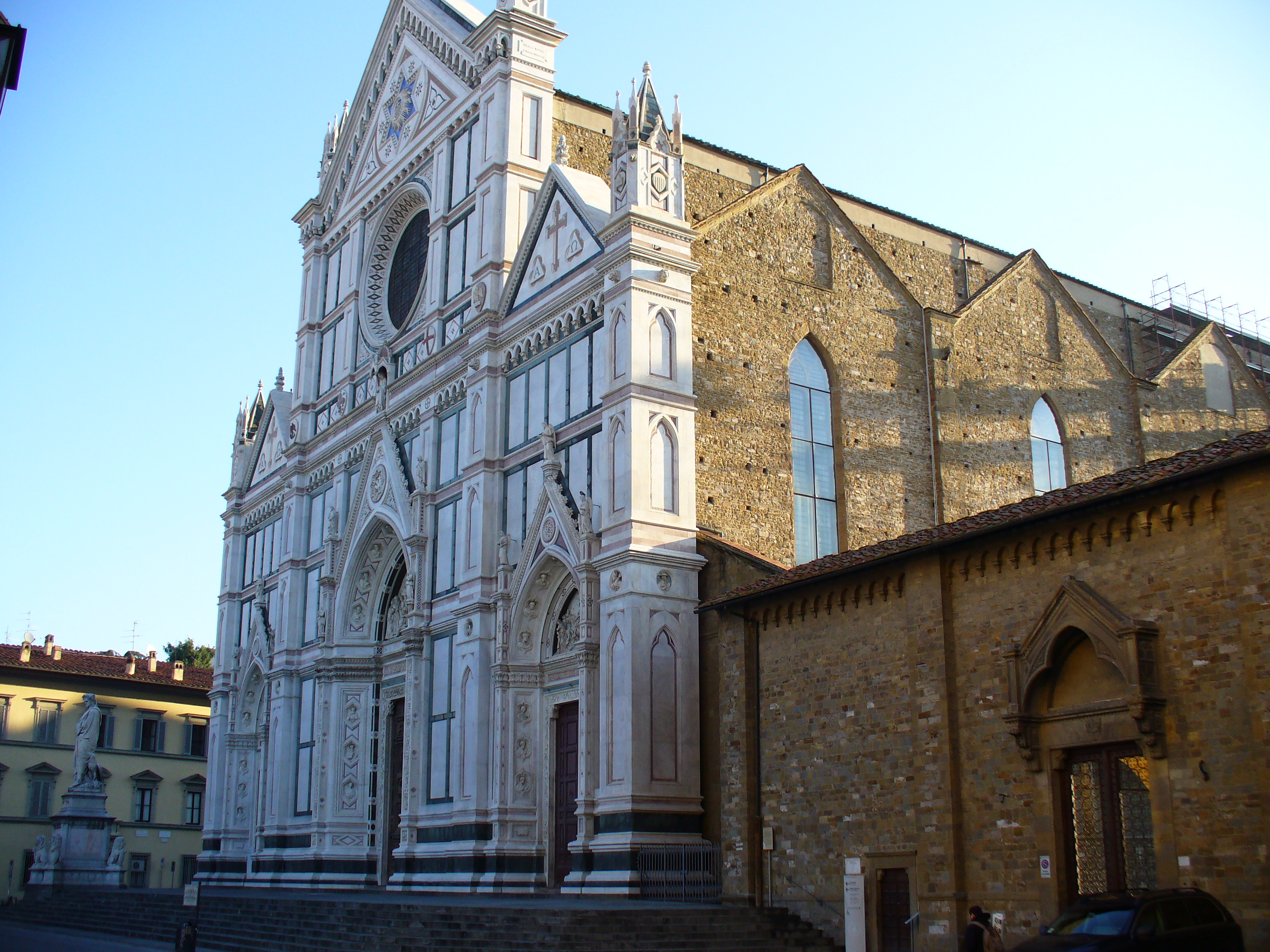
کلیسای سانتا کروچه
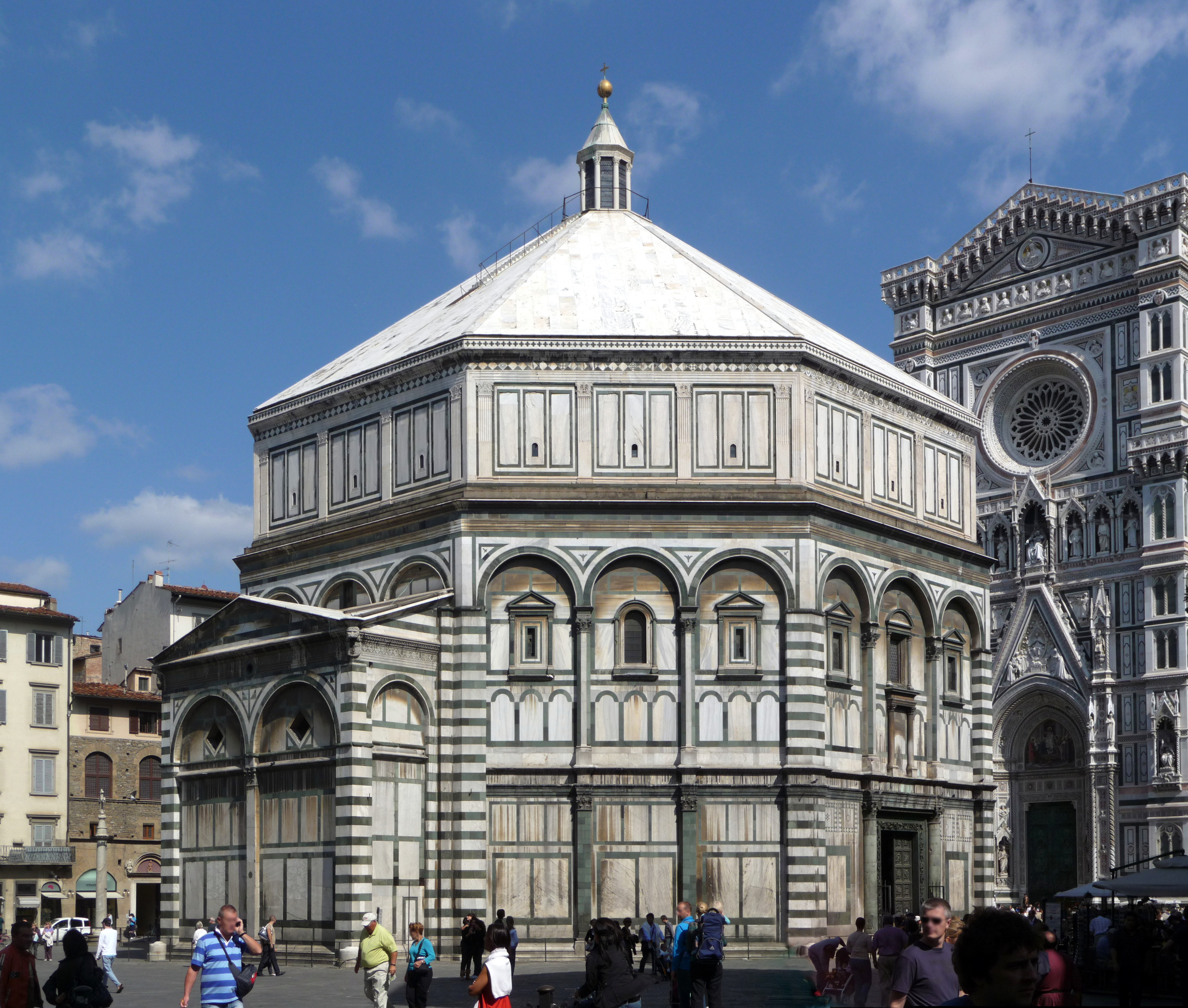
بپتیستری سن جووانی (یوحنا)
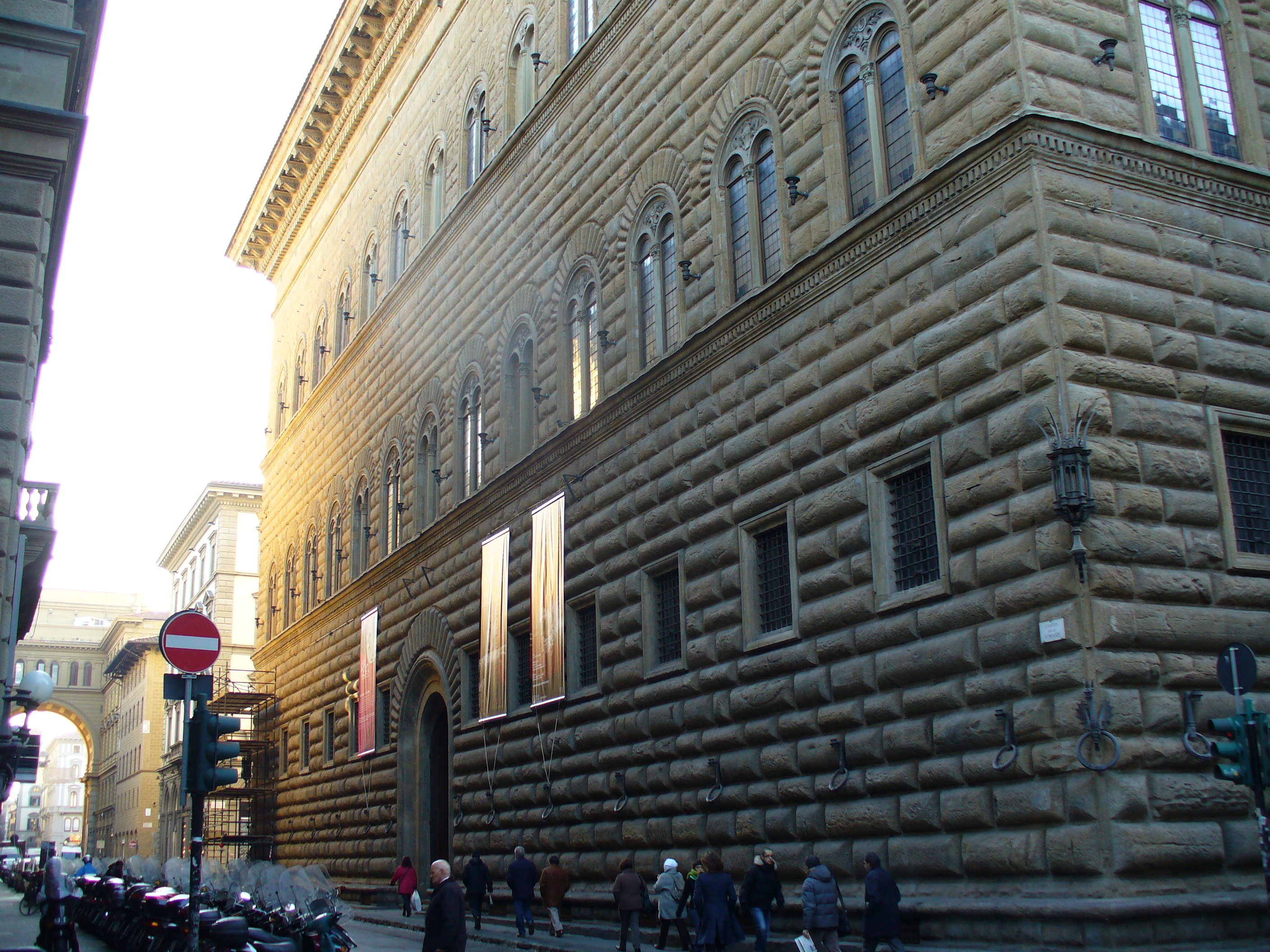
کاخ استروتسی
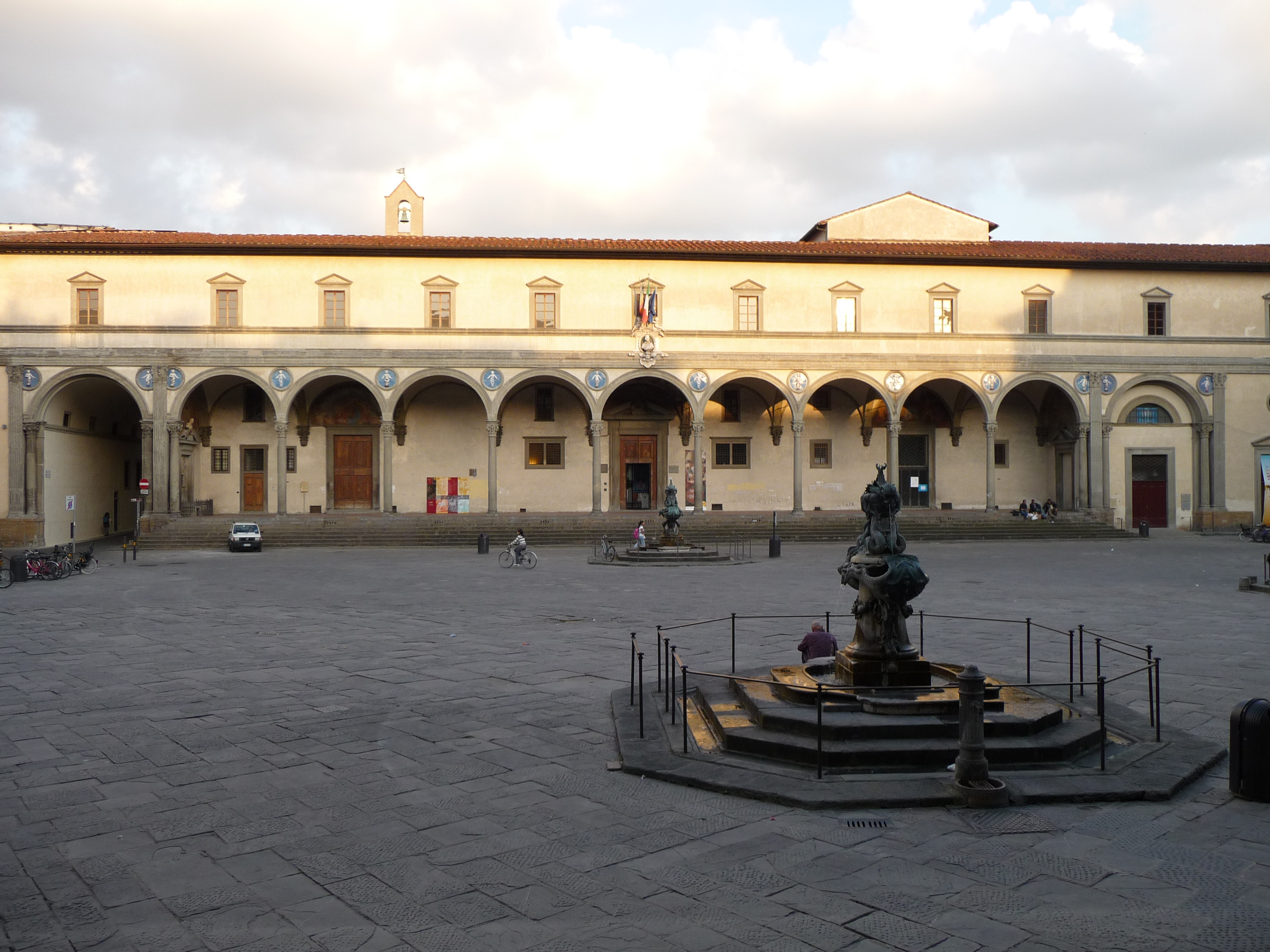
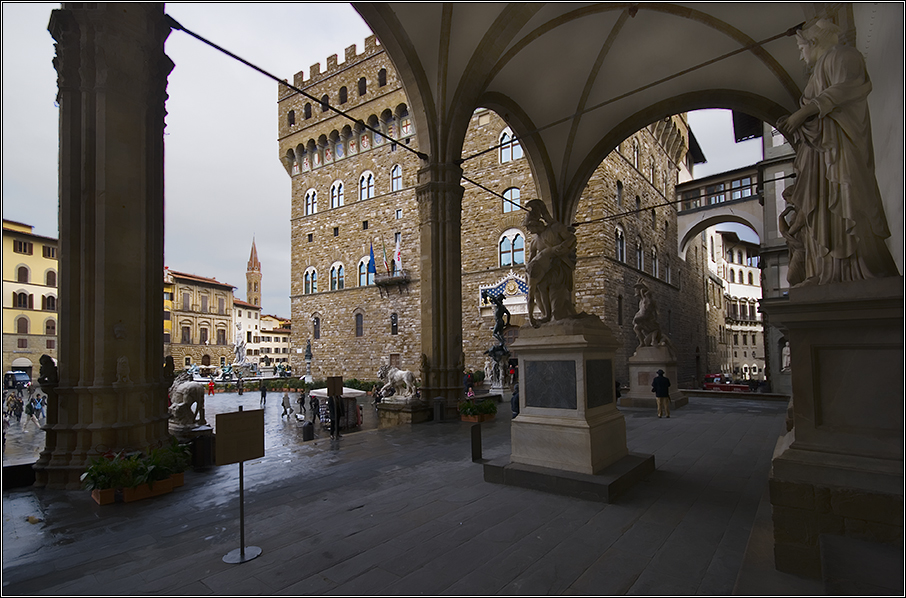
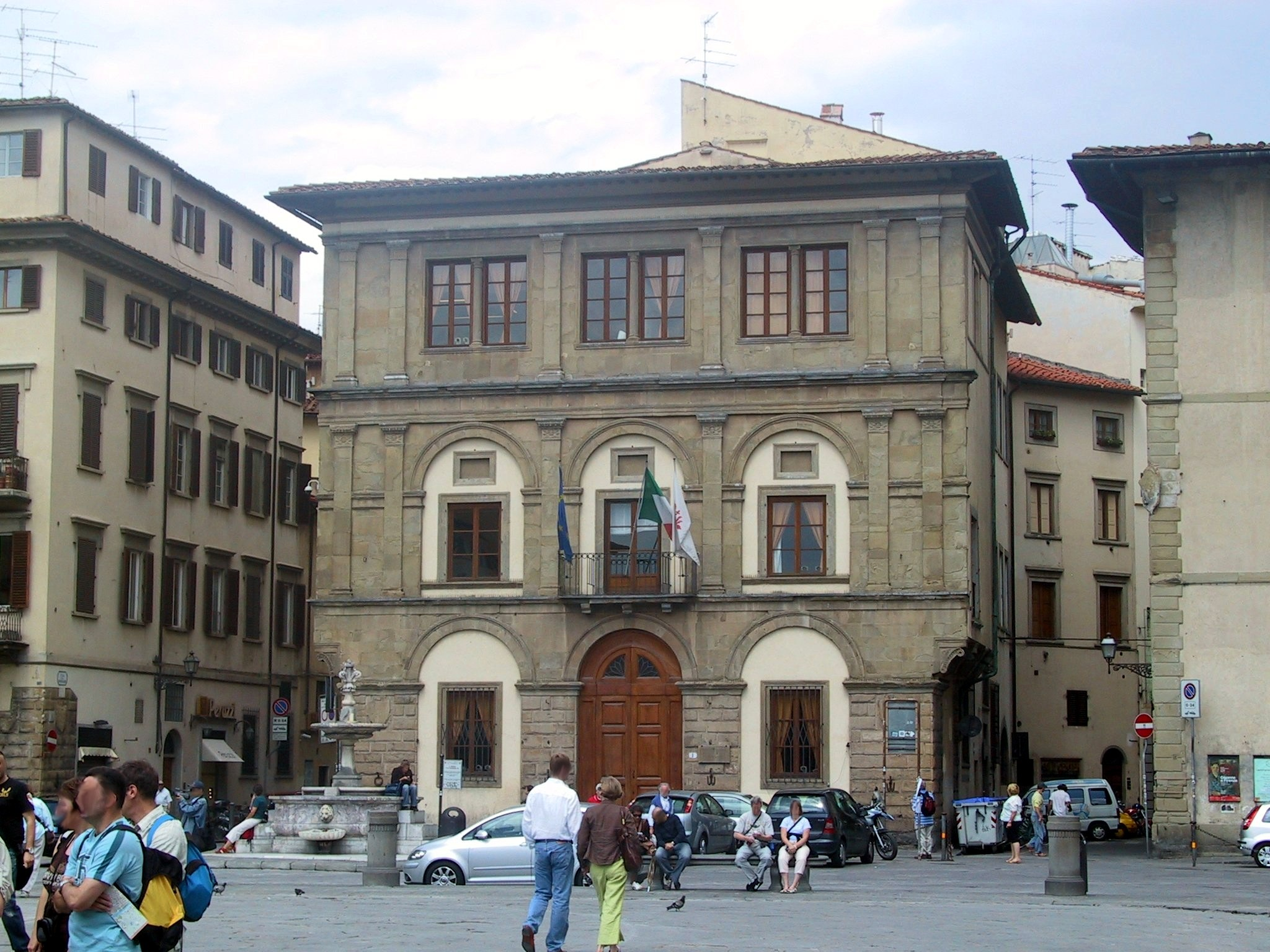